# 完全なる結婚
『完全なる結婚』（かんぜんなるけっこん、オランダ語: Het volkomen huwelijk）は、オランダの婦人科医テオドール・ヘンドリック・ファン・デ・フェルデ（1873年2月12日 - 1937年4月27日）が1926年に発表した著作。世界中でベストセラーになった結婚生活と性行為のマニュアルである。

## 概要
本書は性生理学、解剖学、衛生学などを援用して、良い結婚生活を送るための知識を記載している。その中でも重要なのは、結婚生活は男性と女性の双方が満足できるようなセックスを通して築かれるとしたことである。オーガズムのない性行為は女性の身体に対する重大なる侵害であるとし、女性のオーガズムの重要性を強調、男性が一方的に満足して終わってしまうセックスが支配的だった世の中に一石を投じた書物である。性医学版『ターヘル・アナトミア』ともいえるだろう。
性交渉のテクニックとして前戯・愛戯・後戯の3ステップを提唱している。戦後の日本において、性の解放へ多大な影響を与え、性知識普及の方向を定めた。
また、夫が「妻の誘惑者」となって「永遠に続く一夫一婦的な愛の結合こそ、性本能の進化」であり「完全なる結婚」であることを謳い、いわゆる男性優位の「「性＝愛＝結婚」が三位一体の近代ロマンチック・ラブ・イデオロギーを強烈に打ち出しており、恋愛結婚の増加にも影響を与えた。
本書はマリー・ストープスの『結婚愛』に触発されて執筆された。

## 日本語訳
日本語訳の本に関しては、戦前に抄訳『完全なる夫婦』（滑川鋭雄・平野馨訳、平野書房、1930年）が出版されるも発禁処分となり、戦後に完訳『完全なる結婚』（柴豪雄・酒井敬一訳、大洋社、1946年10月）が、同年11月には神谷茂数、原一平の共訳が出版された。後者は抄訳と低価格であったことから年内に発行部数30万部（50万部以上とも）に達するヒットとなり、2年連続のベストセラーとなった。
河出書房新社が版権を取得し1963年（昭和38年）3月に再刊、下記新訳も刊行した。
- ヴァン・デ・ヴェルデ『完全なる結婚』安田一郎訳[1]、河出文庫、1982年6月。ISBN 978-4309470191

訳書『完全なる結婚』はエロ本とハウツーセックス本の合体としてもてはやされ、1970年代まで再版や続編出版がくり返されたが、研究者によると、本書で唱えたロマンチック・ラブ・イデオロギーが、戦後資本主義経済の発達によって生まれた「男は外で働き、女は家で家事育児といった近代的な性別役割分業イデオロギーと、家庭を愛することが会社を愛し、国（共同体）を愛することにつながるといったマイホーム主義イデオロギー」を支柱とする戦後日本の家族像にも適っていたからだとされる。

## 内容
- 第一編 緒言および一般性生理学
- 第二編 性生理学および解剖学各論
- 第三編 性交（その生理と技巧）
- 第四編 高位結婚の衛生学

付録図表つき

## 映画作品
- 『完全なる結婚』（ドイツ語: VAN DE VELDE: DIE VOLLKOMMENE EHE） 1968年11月公開の西ドイツ映画。
- 『完全なる結婚・第二部』（ドイツ語: VAN DE VELDE: DAS LEBEN ZU ZWEIT） 1970年日本公開の西ドイツ映画[3]。